# Villa Verde, Sardinien
Villa Verde är en ort och kommun i provinsen Oristano i regionen Sardinien i Italien. Kommunen hade 308 invånare (2017).